# Communauté d'agglomération du Bassin d'Arcachon Nord
 (janvier 2023).
Pour les articles homonymes, voir Coban.
La communauté d'agglomération du Bassin d'Arcachon Nord, dite aussi COBAN, est un établissement public de coopération intercommunale (EPCI) français situé dans le département de la Gironde, en région Nouvelle-Aquitaine. Elle était jusqu'au 31 décembre 2017 la communauté de communes du Bassin d'Arcachon Nord Atlantique, dite aussi COBAN Atlantique.
Elle fait partiellement partie du parc naturel régional des Landes de Gascogne pour ses cinq communes les plus à l'est (Audenge, Biganos, Lanton, Marcheprime et Mios).

## Historique
La communauté de communes est créée sous le nom de « communauté de communes du Nord-Bassin » par arrêté préfectoral à la date du 18 novembre 2003 sur la base de huit communes adhérentes ; son siège est fixé à Andernos-les-Bains, 46 avenue des Colonies - 33510. La population ayant dépassé les 50 000 habitants, la communauté de communes est devenue communauté d'agglomération au 1er janvier 2018 par arrêté préfectoral, ce qui lui a permis d'accéder à de nouvelles compétences, notamment en matière de mobilité, de transports  et de tourisme.

## Territoire communautaire

### Géographie
Située au sud-ouest  du département de la Gironde, la communauté d'agglomération du Bassin d'Arcachon Nord regroupe 8 communes et présente une superficie de 594,9 km2.

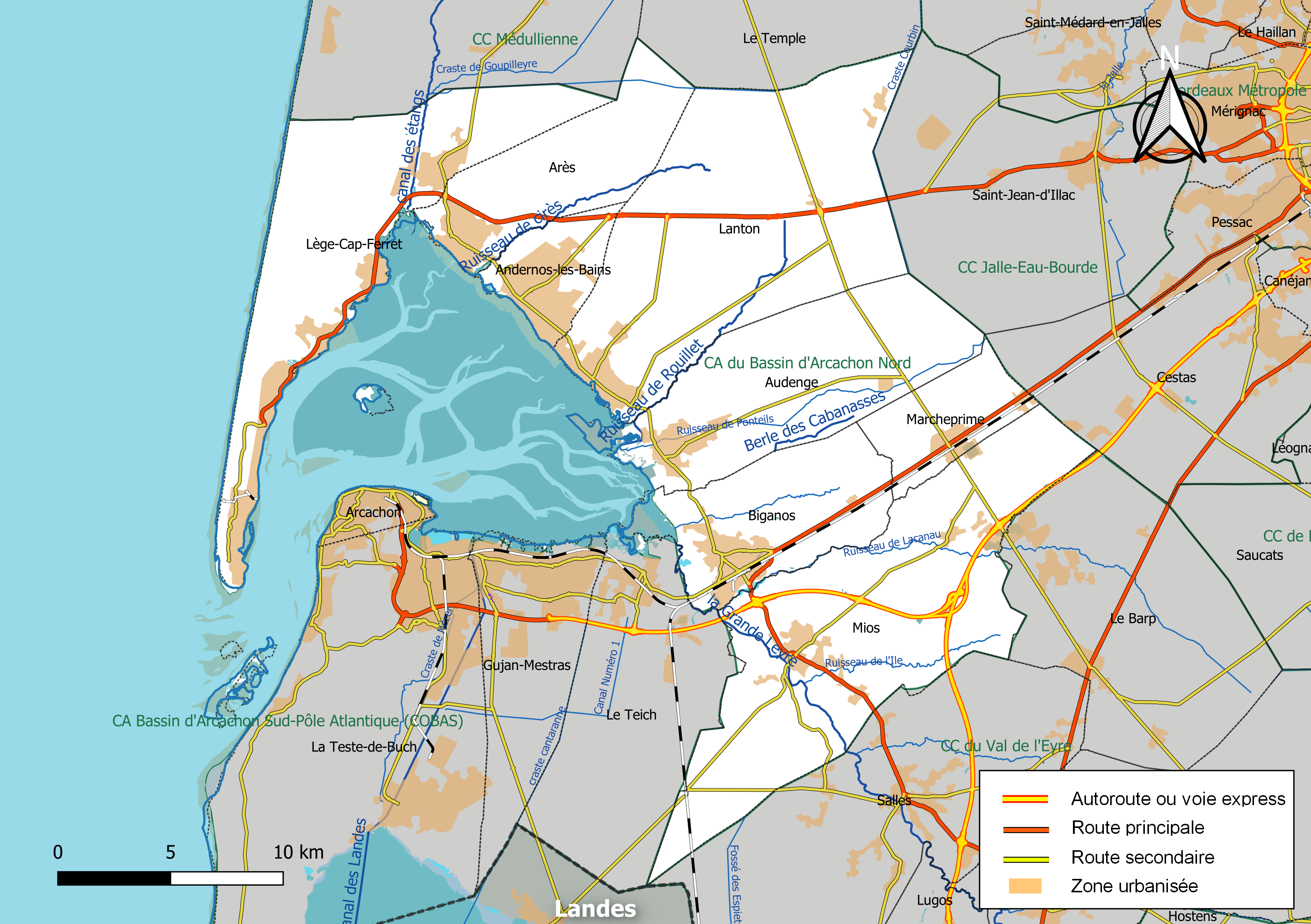
Carte de la communauté d'agglomération du Bassin d'Arcachon Nord au 1er janvier 2019.

### Composition

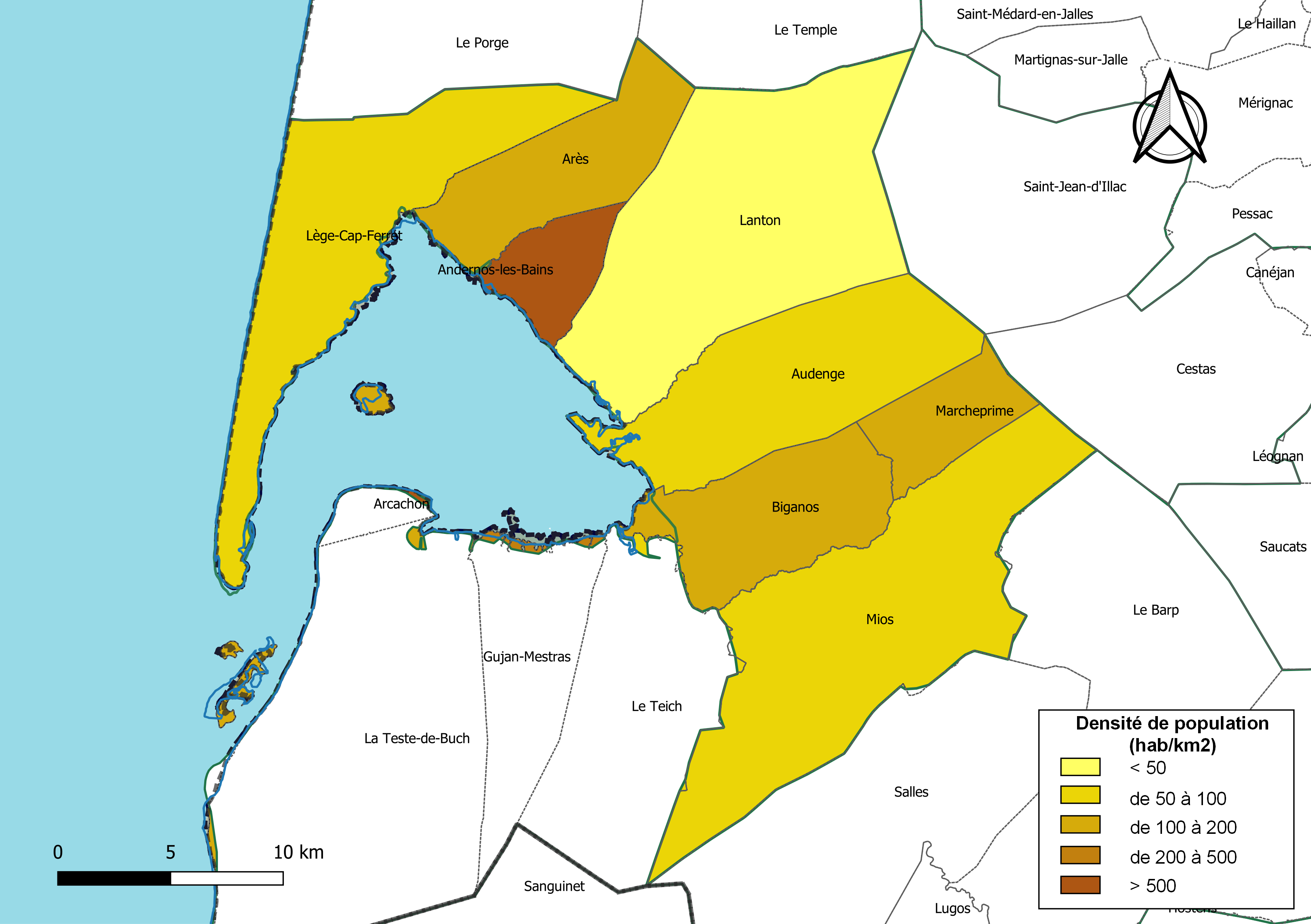
Carte des densités de population (millésimée 2016) des communes de la communauté d'agglomération du Bassin d'Arcachon Nord. Composition en communes au 1er janvier 2019.

La communauté d'agglomération est composée des 8 communes suivantes :

| Nom                        | Code Insee | Gentilé       | Superficie (km2) | Population (dernière pop. légale) | Densité (hab./km2) |
| -------------------------- | ---------- | ------------- | ---------------- | --------------------------------- | ------------------ |
| Andernos-les-Bains (siège) | 33005      | Andernosiens  | 20,01            | 12 614 (2022)                     | 630                |
| Arès                       | 33011      | Arésiens      | 48,25            | 6 477 (2022)                      | 134                |
| Audenge                    | 33019      | Audengeois    | 82,09            | 9 550 (2022)                      | 116                |
| Biganos                    | 33051      | Boïens        | 52,73            | 11 303 (2022)                     | 214                |
| Lanton                     | 33229      | Lantonais     | 136,19           | 7 315 (2022)                      | 54                 |
| Lège-Cap-Ferret            | 33236      | Ferretcapiens | 93,62            | 8 051 (2022)                      | 86                 |
| Marcheprime                | 33555      | Marcheprimais | 24,56            | 5 637 (2022)                      | 230                |
| Mios                       | 33284      | Miossais      | 137,41           | 11 756 (2022)                     | 86                 |

### Démographie
| 1968   | 1975   | 1982   | 1990   | 1999   | 2006   | 2011   | 2016   | 2022   |
| ------ | ------ | ------ | ------ | ------ | ------ | ------ | ------ | ------ |
| 23 067 | 24 408 | 28 166 | 35 480 | 44 207 | 52 856 | 59 175 | 65 402 | 72 703 |

## Administration

### Siège
Le siège de la communauté d'agglomération est situé à Andernos-les-Bains.

### Les élus
Le conseil communautaire de la communauté d'agglomération se compose de 38 conseillers titulaires, représentant chacune des communes membres et élus pour une durée de six ans.
Ils sont répartis comme suit :
| Nombre de conseillers | Communes                          |
| --------------------- | --------------------------------- |
| 6                     | Andernos-les-Bains, Biganos, Mios |
| 5                     | Lège-Cap-Ferret                   |
| 4                     | Arès, Audenge, Lanton             |
| 3                     | Marcheprime                       |

### Présidence
| Période                                  | Période                       | Identité    | Étiquette | Qualité                  |
| ---------------------------------------- | ----------------------------- | ----------- | --------- | ------------------------ |
| 2008                                     | En cours (au 11 juillet 2020) | Bruno Lafon | SE        | maire de Biganos (2008-) |
| Les données manquantes sont à compléter. |                               |             |           |                          |

Le président Bruno Lafon est assisté de sept vice-présidents :
- 1re vice-présidente : Nathalie Le Yondre, maire d'Audenge,
- 2e vice-présidente : Marie Larrue, maire de Lanton,
- 3e vice-président : Cédric Pain, maire de Mios,
- 4e vice-président : Jean-Yves Rosazza, maire d'Andernos-les-Bains,
- 5e vice-président : Philippe de Gonneville, maire de Lège-Cap-Ferret,
- 6e vice-président : Xavier Daney, maire d'Arès,
- 7e vice-président : Manuel Martinez, maire de Marcheprime.

### Compétences
Informations extraites du site officiel de la communauté d'agglomération :

#### Compétences obligatoires
- Développement économique
  - Création, aménagement, gestion et commercialisation de zones d'activités économiques d'intérêt communautaire,
  - Promotion économique et aide à l'implantation des entreprises dans les zones d'activités économiques,
  - Maintien et développement du commerce et de l'artisanat local,
  - Promotion du tourisme dont la création d'offices du tourisme.
- Aménagement de l'espace
  - Création et réalisation de zones d’aménagement concerté d'intérêt communautaire,
  - Organisation de la mobilité.
- Équilibre social de l'habitat
  - Programme local de l'habitat,
  - Politique de logement d'intérêt communautaire,
  - actions et aides financières en faveur du logement social d'intérêt communautaire,
  - Réserves foncières pour la mise en œuvre de la politique communautaire d'équilibre social de l'habitat,
  - Action, par des opérations d'intérêt communautaire, en faveur des personnes défavorisées
  - Amélioration du parc immobilier bâti d'intérêt communautaire.
- Politique de la ville
  - Élaboration du diagnostic du territoire et définition des orientations du contrat de ville,
  - Animation et coordination des dispositifs contractuels de développement urbain, de développement urbain, de développement local et d'insertion économique et social ainsi que des dispositifs locaux de prévention de la délinquance,
  - Programmes d'actions définis dans le contrat de ville.
- Gestions des milieux aquatiques et prévention des inondations
- Accueil des gens du voyage
  - Aménagement, entretien et gestion des aires d'accueil et des terrains familiaux locatifs.
- Collecte et traitement des déchets des ménages et déchets assimilés

#### Compétences optionnelles
- Création, aménagement et entretien de la voirie d'intérêt communautaire; création ou aménagement et gestion de parcs de stationnement d'intérêt communautaire
- Protection et mise en valeur de l'environnement et du cadre de vie
  - Lutte contre la pollution de l'air,
  - Lutte contre les nuisances sonores,
  - Soutien aux actions de maîtrise de la demande d'énergie.
- Construction, aménagement, entretien et gestion d'équipements culturels et sportifs d'intérêt communautaire
- Action sociale d'intérêt communautaire

### Régime fiscal et budget
Le régime fiscal de la communauté d'agglomération est la fiscalité professionnelle unique (FPU).

## Projets et réalisations
En septembre 2024, le réseau de bus de la communauté d'agglomération est inauguré. Dénommé Alégo, et exploité par Transdev, il comptera à terme une dizaine de lignes et facilitera la mobilité écologique des habitants, pour un coût évalué à 6 millions d'euros pour la communauté d'agglomération sur une année complète.